# Toehook

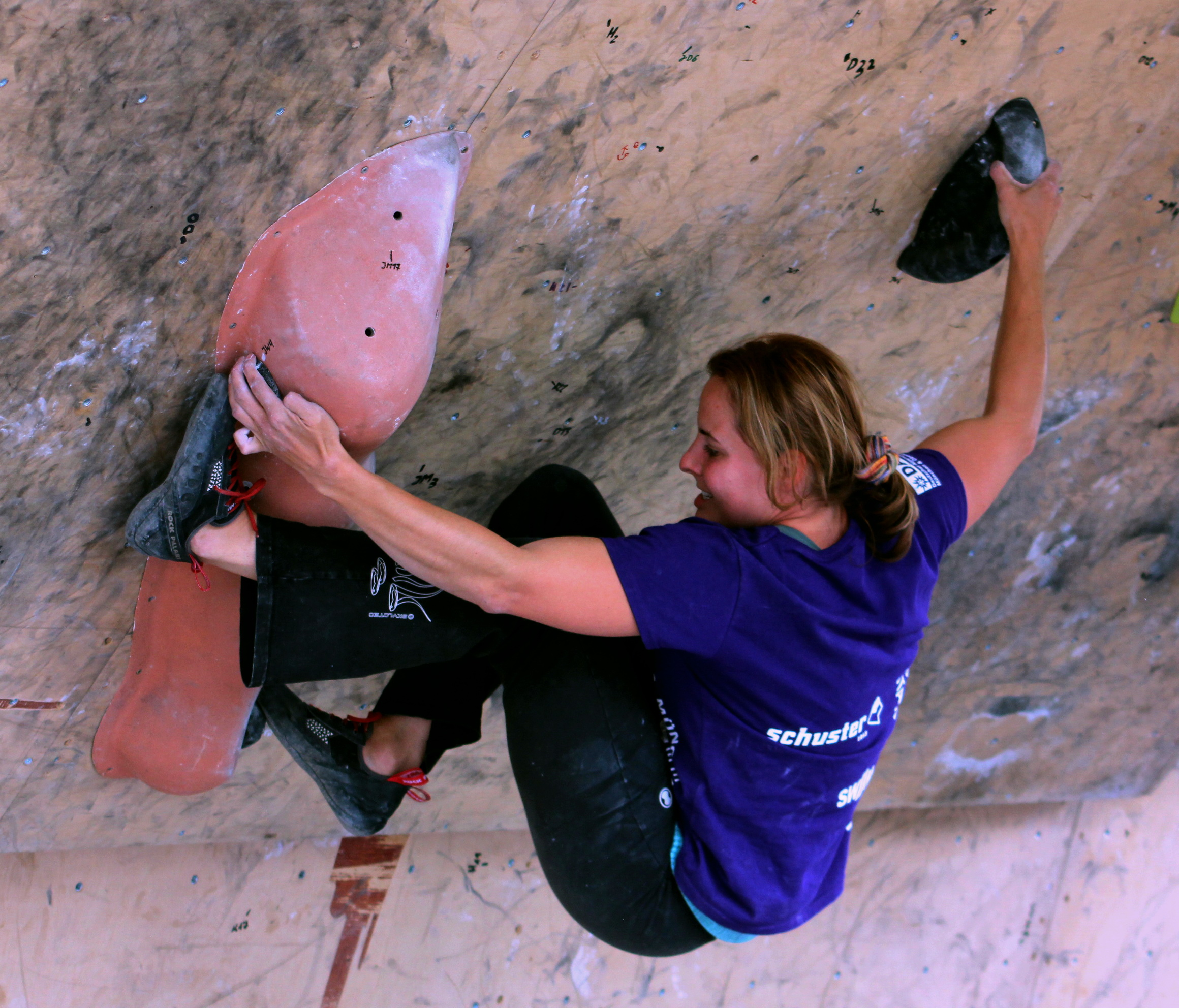
Toehook

Mit dem englischen Begriff Toehook (dt. „Zehenhaken“) wird eine Klettertechnik bezeichnet.
Hierbei wird nicht auf einem Tritt – beispielsweise einer Felskante – gestanden, sondern die Spitze des Fußes wird mit der Oberseite auf einem Vorsprung aufgesetzt, um diese wie einen Haken zum Hochziehen oder zum Stabilisieren der Körperposition zu verwenden. 
Siehe auch: Klettertechnik